# Edna St. Vincent Millay
Edna St. Vincent Millay (22 de Fevereiro de 1892 – 19 de Outubro de 1950) foi uma poetisa lírica e dramaturga americana, vencedora do Prémio Pulitzer na categoria Poesia. Ficou também conhecida pelo seu estilo de vida boémio, pouco convencional para a época, e pelos seus inúmeros casos amorosos. Utilizou o pseudónimo Nancy Boyd para o seu trabalho em prosa.

## Juventude
Millay nasceu em Rockland, no Maine, filha de Cora Lounella, enfermeira e de Henry Tollman Millay, um professor que mais tarde seria superintendente de escolas. O nome St. Vincent tem origem no Hospital de St. Vincent, em Manhattan, Nova Iorque, onde o seu tio acabava de ser salvo justamente antes do nascimento de Edna.
Em 1904, Cora divorciou-se oficialmente do marido alegando irresponsabilidade financeira, embora já estivessem separados há vários anos. Com fortes dificuldades financeiras, Cora e as suas três filhas — Edna (que mais tarde insistiria em ser chamada de Vicente), Norma e Kathleen — saltaram de cidade em cidade, procurando a ajuda e simpatia de família e amigos. Embora pobre, Cora nunca deixou de viajar sem se acompanhar pelo seu baú repleto de literatura clássica, incluindo William Shakespeare, John Milton e outros, que lia com entusiasmo às suas filhas com a sua pronúncia irlandesa. A família acabou por se fixar em Camden, no Maine, numa pequena casa de uma tia rica de Cora. Foi nesta modesta casa que Millay escreveu o primeiro dos poemas que a catapultariam para a fama literária.
Cora educou as suas filhas para serem independentes e para dizerem o que pensavam, o que nem sempre foi bem aceite pelas figuras autoritárias da vida de Millay. Millay preferia ser chamada por "Vincent" e não "Edna", que considerava vulgar — o director da sua escola primária, ofendido pelas atitudes frontais de Millay, recusou-se a chamar-lhe Vincent, chamando-a antes por qualquer nome de mulher começado por "V".
No liceu de Camden, Millay começou a desenvolver os seus talentos literários, estreando-se na revista literária da escola, The Megunticook, tendo também conseguido a publicação de alguns poemas seus na popular revista infantil St. Nicholas, no jornal Camden Herald e, significativamente, na antologia Current Literature. Tudo antes ainda de completar quinze anos.
Millay tornou-se famosa em 1912, quando participou, com o seu poema Renascence no concurso de poesia do The Lyric Year. O poema foi tão amplamente aplaudido como o melhor apresentado a concurso que, quando os resultados foram conhecidos e ficou classificado em quarto lugar, se produziu um enorme escandâlo que trouxe a Millay grande publicidade. O primeiro classificado, Orrick Johns, estava entre os que consideravam que Renascence era o melhor poema e afirmou que "o prémio foi para mim tanto um embaraço como um triunfo". Um dos segundos classificados ofereceu-lhe o seu prémio de 250 dólares. Na sequência desta controvérsia, uma mulher de posses, chamada Caroline D. Bow, ouviu Millay recitar a sua poesia e tocar piano, tendo ficado tão impressionada que se ofereceu para financiar os estudos de Millay no Vassar College. Depois de se licenciar, em 1917, Millay mudou-se para Nova Iorque.

## Carreira literária
Em Nova Iorque, Millay instalou-se no bairro de Greenwich Village, tendo sido por esta altura que chegou à popularidade generalizada nos Estados Unidos ao ganhar o Prémio Pulitzer na categoria de Poesia, em 1923, no que constituiu a primeira vez que o prémio distinguiu uma mulher pela sua poesia. Em 1943 recebeu a Frost Medal pela sua contribuição de uma vida para a poesia Americana. Foi a sexta pessoa a receber tal distinção, e a segunda mulher.

## Vida pessoal

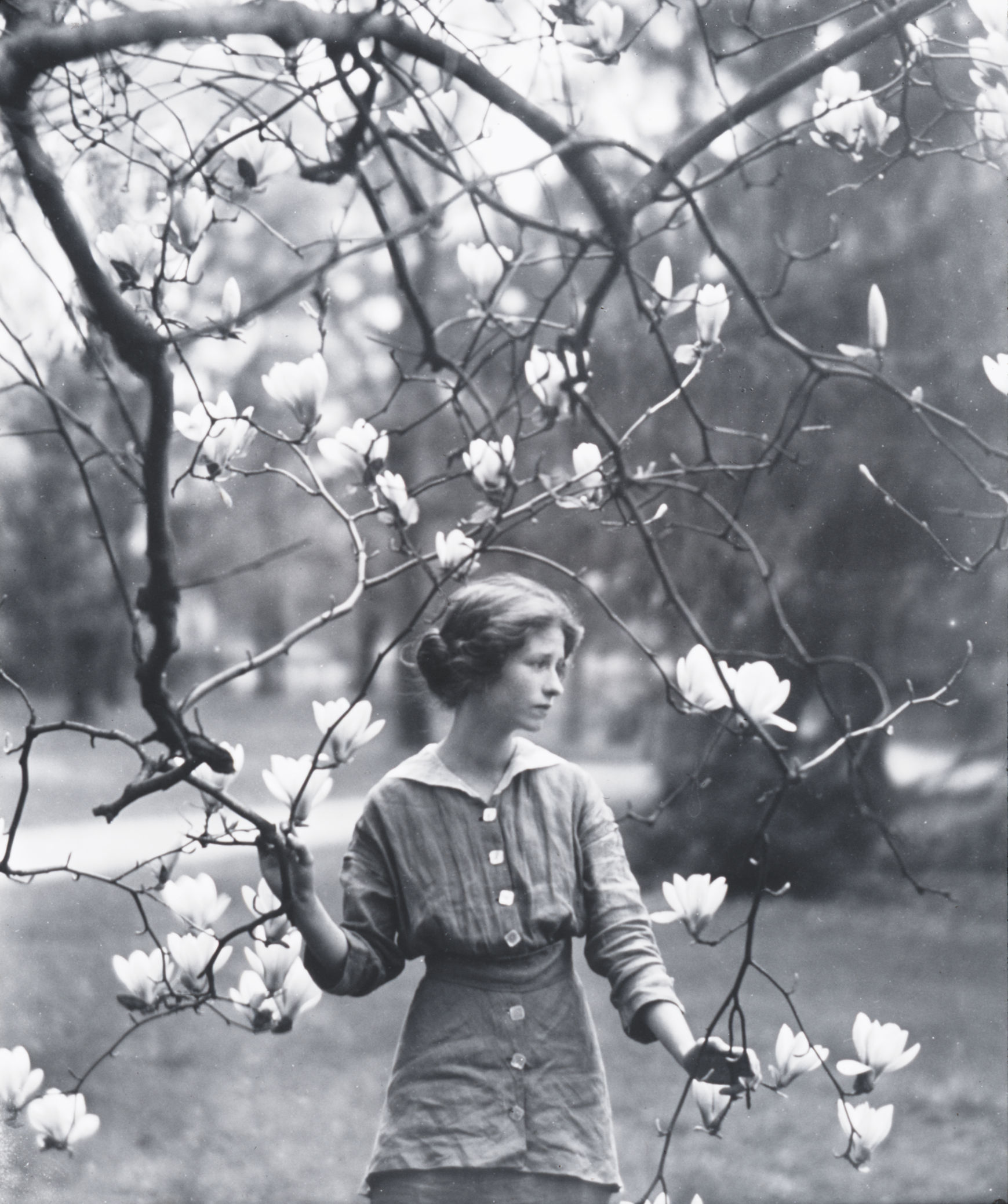
Edna St. Vincent Millay em 1914, fotografada por Arnold Genthe.

Millay, que era bissexual, manteve relações sentimentais com vários estudantes nos seus tempos do Vassar College, nessa altura uma escola feminina. Em Janeiro de 1921 viajou para Paris onde conheceu a escultora Thelma Wood, de quem se enamorou. Durante o período em que viveu em Greenwich Village e Paris manteve também relações com vários homens, incluindo o crítico literário Edmund Wilson, que a pediu em casamento em 1920, sem sucesso.
Em 1923, Millay casou com Eugen Jan Boissevain (Amesterdão, 20 de Maio de 1880 – Boston, 29 de Agosto de 1949), então com 43 anos e viúvo da advogada e correspondente de guerra Inez Milholland. Boissevain apoiou fortemente a carreira de Millay e aliviou-a da gestão das questões domésticas. Moraram em Austerlitz, Nova Iorque, numa casa de campo chamada Steepletop.
O casamento de Millay com Boissevain foi um casamento aberto, em que ambos os conjuges tinham amantes. A relação mais importante de Millay nesta época, foi com o poeta George Dillon, 14 anos mais novo que ela, para quem escreveu um grande número de sonetos. Millay também colaborou com Dillon na tradução de Les fleurs du mal de Charles Baudelaire.
Boissevan morreu com cancro do pulmão em 1949 e Millay foi encontrada morta em 1950, ao fundo das escadas da sua casa, vítima de um ataque cardíaco.
Em 2006, o Estado de Nova Iorque pagou 1,69 milhões de dólares para adquirir os 230 acres da propriedade de Steepletop, para a anexar a uma reserva florestal próxima. A receita da venda está a ser utilizada para restaurar a casa de campo e transformá-la num museu. Partes da propriedade de Steepletop foram abertas ao público, incluindo o Caminho dos Poetas, que leva ao local onde Millay está enterrada.

## Obra

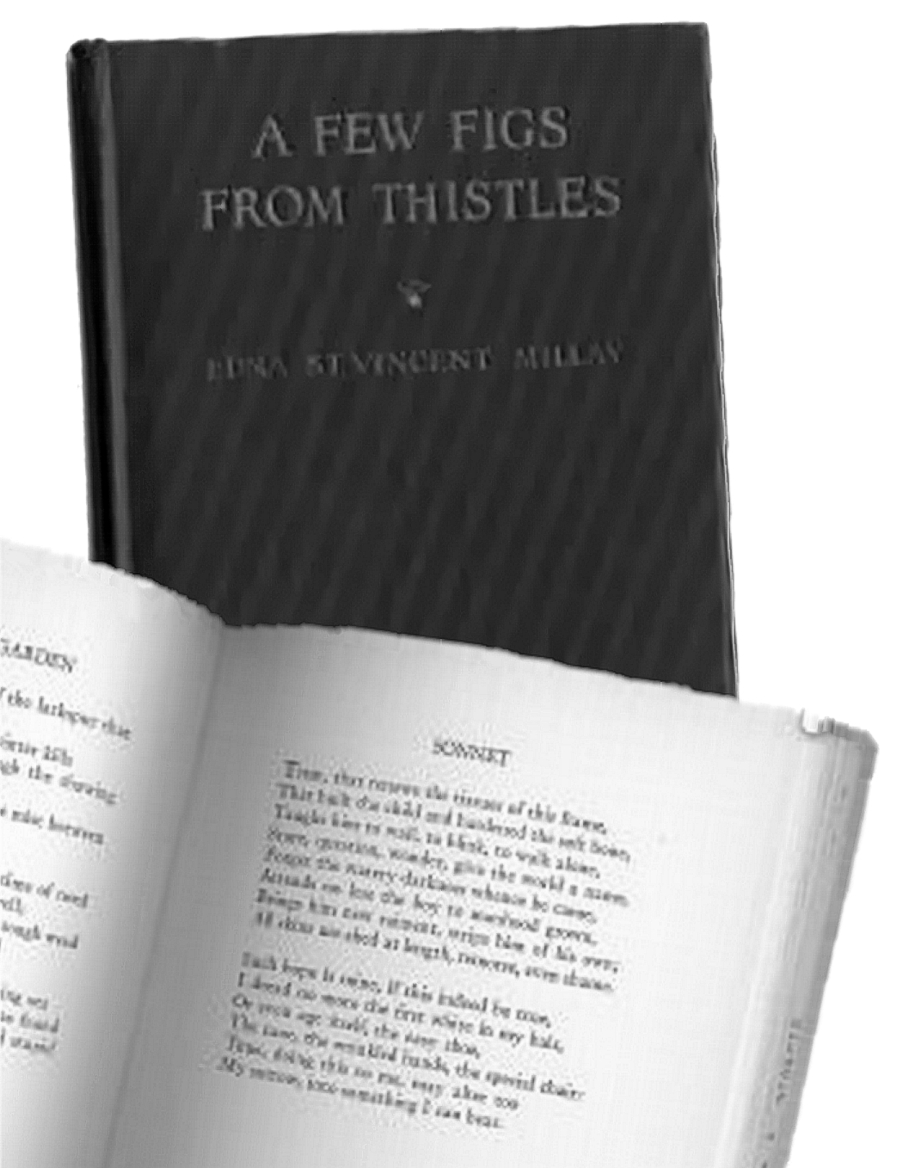
works

O seu poema mais famoso será provavelmente First Fig extraído de A Few Figs from Thistles (1920):
My candle burns at both ends;
It will not last the night;
But ah, my foes, and oh, my friends--
It gives a lovely light!
(A minha vela arde nas duas pontas;
Não vai durar a noite inteira;
Mas ah!, meus inimigos, e oh!, meus amigos--
A sua luz é tão prazenteira!)
Millay escreveu o poema, a que chamou inicialmente My Candle ("A minha vela"), no café Romany Marie em Greenwich Village. Outros poemas famosos são Euclid Alone Has Looked on Beauty Bare (1922), Renascence e The Ballad of the Harp-Weaver. Escreveu também, no início da sua carreira, cinco peças de teatro em verso, incluindo Two Slatterns and a King, The Lamp and the Bell (escrito para o Vassar College), e The King's Henchman (originalmente uma ópera). A sua obra dramática mais famosa é a peça em Um Acto, Aria da Capo.
Uma de suas frases também muito conhecidas é aquela em que diz com sabedoria.
"A infância não vai do nascimento até certa idade. A certa altura a criança está crescida deixando de lado as coisas de criança.A infância é o reino onde ninguém morre.'